# Balatoni Károly
Balatony Károly Ignác, 1902-ig Gräfl Károly (Budapest, 1878. július 19. – Budapest. 1945. március 5.) úszó, vízilabdázó, birkózó, sportvezető, takarékpénztári főtisztviselő. Gräfl Ödön úszó, vízilabdázó öccse.

## Életútja
Gräfl Károly és Döltl Anna fiaként született. Testvérével a vízisportok lelkes és eredményes művelői voltak. Bátyja dolgozta ki a lábmunka nélküli váltott karú úszás technikáját, amit később magyar tempónak neveztek el. (1904-ben Halmay Zoltán e technika továbbfejlesztésével lett kétszeres olimpiai bajnok.) 1899 augusztusában, 17 kilométernyi utat megtéve 6 óra 3 perc alatt a balatonfüredi Stefania-jacht-egyesület csónakházától a Siófoki mólóig átúszta a Balatont. Bátyjával mindketten részt vettek 1899-ben az első hivatalos magyar vízilabda-mérkőzésen, Siófokon. Hét alkalommal nyerte meg a Balaton átúszó bajnokságot és 1900-ban kilépve a Magyar Úszók Egyesületéből megalapította a Balaton Úszók Egyletét, amely elsősorban vízilabdázással foglalkozott. Családnevét is ezzel összefüggésben változtatta meg 1902-ben. 1904-ben tagja volt az első magyar vízilabda-bajnokcsapatnak Az első hivatalos mérkőzést 1899. július 30-án a Magyar Úszó Egyesület(MÚE) két csapata vívta, az elsőben Halmay Zoltán, Ónody József, Gräfl Ödön, Balatony Graf Károly, Gillemot Ferenc, Weltkugel Brunó, Párnitzky Lóránt játszottak, amíg a másodikban Halmay József, Jónás István, Körpel Andor, Láng László, Tasnády Endre, Sugár Elemér és Kiss Géza játszott. Visszavonulása után részt vett a Magyar Úszó Szövetség megszervezésében. 1905. augusztus 22-én Budapesten feleségül vette Kanyó Margit Irén Eleonórát.

### Halála
1945 márciusában Budapest német megszállása után hunyt el, halál oka "szívszélhűdés" volt. Korábban tévesen több helyen az jelent meg, hogy kivégezték. A félreértés oka, hogy Balatoni Kamill-lal keverték össze egyes források, akit egy hónappal korábban az SS katonái gyilkoltak meg.

## Sporteredményei
- úszásban
  - négyszeres magyar bajnok (1 mérföld gyors: 1898, 1900, 1901, 1902)
  - hétszeres Balaton átúszó bajnok (1896, 1898, 1899, 1901, 1902, 1903, 1904)
- vízilabdában
  - kétszeres magyar bajnok (1904, 1905)
- birkózásban
  - magyar bajnok (kötöttfogás, középsúly: 1904)